# Walter Gardiner
Walter Gardiner (* 1. September 1859 in Burwell, Cambridgeshire; † 31. August 1941) war ein britischer Botaniker.
Gardiner besuchte die Bedford School und studierte an der Universität Cambridge (Clare College) mit dem Bachelor-Abschluss 1882 und Bestnoten in den Tripos-Prüfungen in Naturwissenschaften. 1882 studierte er bei Julius von Sachs in Würzburg, wo er auch seine Arbeit an der Kontinuität des Protoplasmas begann, das heißt der Möglichkeit der Kommunikation von einer Pflanzenzelle zur anderen, nicht durch die Zellwände unterbrochen. Seine erste Veröffentlichung dazu erschien 1882, unabhängig fand Edmund Russow Verbindungen im Protoplasma von einer Zelle zur anderen.  Er war ab 1885 Fellow des Clare College, ab 1884 Demonstrator in Botanik und von 1888 bis 1897 Lecturer in Botanik in Cambridge. 1888 erhielt er den Rolleston Preis der Universität Oxford. Gardiner trat von seiner Dozentur zurück, nachdem Harry Marshall Ward Professor für Botanik geworden war, mit dem er anfangs nicht gut auskam. Danach arbeitete er hauptsächlich in seinem privaten Labor.
1890 wurde er Fellow der Royal Society, deren Royal Medal er 1898 erhielt für Arbeiten zur histologischen Feinstruktur von Pflanzen und den Nachweis der Kontinuität des Protoplasmas. Er war Fellow der Linnean Society of London.